# Tantale 180m
table
Le tantale 180m, noté 180mTa (ou plus précisément 180m1Ta), est un isomère nucléaire de l'isotope du tantale dont le nombre de masse est égal à 180 : son noyau atomique compte 73 protons et 107 neutrons avec un spin 9- pour une masse atomique de 179,947 46 g/mol. C'est l'un des cinq nucléides stables composés d'un nombre impair à la fois de protons et de neutrons.
Bien que plusieurs modes de désintégration aient été calculés (et jamais observés), il s'agit d'un isotope stable, constituant 0,012 % du tantale terrestre (les 99,988 % restants sont formés de 181Ta).
La particularité du 180mTa est d'être un isomère nucléaire du 180Ta, plus exactement le premier état excité de ce noyau (noté pour cette raison 180m1Ta), avec une énergie d'excitation de 77,2 ± 1,2 keV ; le 180Ta à l'état fondamental est hautement instable, donnant 180Hf et 180W respectivement par capture électronique et désintégration β avec une période radioactive d'à peine 8,152 h, tandis que les isomères 180m2Ta à 180m4Ta, caractérisés par des énergies d'excitation de 1,45 à 4,17 MeV, ont des périodes radioactives de quelques microsecondes.
Le tantale 180m1 est en fait le seul isomère nucléaire connu du milieu naturel ; tous les autres isomères nucléaires sont synthétiques ou n'existent que transitoirement au cours de phénomènes énergétiques.